# Thilouze
Thilouze – miejscowość i gmina we Francji, w Regionie Centralnym, w departamencie Indre i Loara.
Według danych na rok 1990 gminę zamieszkiwało 1049 osób, a gęstość zaludnienia wynosiła 31 osób/km² (wśród 1842 gmin Regionu Centralnego Thilouze plasuje się na 374. miejscu pod względem liczby ludności, natomiast pod względem powierzchni na miejscu 265.).